# Mobile Suit Gundam-san
Mobile Suit Gundam-san (機動戦士ガンダムさん Kidō Senshi Gandamu-san?), o simplemente Gundam-san,  es un manga en formato yonkoma creado por Hideki Ohwada. Gundam-san es una parodia de la serie original Mobile Suit Gundam y la misma cuenta con Amuro Ray, Lalah Sune, y  Char Aznable como personajes principales. El manga ha sido serializado por la editorial Kadokawa Shoten en su revista  Gundam Ace desde junio del 2001 y ha sido organizada en 12 volúmenes tankōbon.
Una adaptación animada de Gundam-san ya ha sido anunciada. Los cortos animados producidos por Sunrise serán transmitidos en la cadena BS11 el 6 de julio de 2014.

## Premisa
El manga es una parodia de la serie original Mobile Suit Gundam  y cuenta con todos los personajes, tanto de la serie como los que aparecen en el manga. En adición a ello, hay varias "Sub-historias", incluyendo a Captain Zaku-san (隊長のザクさん?), protagonizada por versiones antropomórficas de robots de la serie Mobile Suit Gundam, y Gundam Sousei (ガンダム創世?),  una dramatización de la historia sobre como se creó la franquicia deGundam. En ésta aparecen Yoshiyuki Tomino y otros miembros de su equipo de producción.

## Publicación
Gundam-san comenzó siendo una serie fanzine que era publicada en formato yonkoma en la página web de Hideki Ohwada.  posteriormente fue estrenada como manga en la revista Gundam Ace en 2001.
El manga también fue publicado en la revista Comic CHARGE desde su fundación hasta su clausura en 2009.
Otra serie adyacente, titulada como I see! Proverbs Gundam-san (なるほど☆ことわざ ガンダムさん Naruhodo Kodowaza Gandamu-san?) fue publicada en la revista Kerokero Ace comenzando en 2007.

## Adaptación animada
La adaptación animada de Gundam-san fue anunciada a través de la revista Gundam Ace  en junio del 2014,  y empezará y comenzarán a transmitirse en julio del 2014 en las cadenas BS11 y en Tokyo MX TV. Los episodios contarán con 3 minutos de duración.  Mankyū es el director y el escritor del anime. Sao Tamado es el diseñador de los personajes. Tohru Furuya y Keiko Han formarán parte del elenco, pero no interpretarán los roles originales que hicieron en Mobile Suit Gundam, todos los papeles principales serán interpretados por un elenco totalmente nuevo.